# El capità Horatio Hornblower
El capità Horatio Hornblower (Captain Horatio Hornblower) és una pel·lícula americano-britànica dirigida per Raoul Walsh el 1951 i doblada al català.
El paper principal havia estat escrit per a Errol Flynn però tenia problemes amb la Warner Bros i amb l'alcohol.

## Argument[2]
Les aventures guerreres, i sobretot sentimentals, d'un oficial de la marina britànica en l'època del bloqueig continental napoleònic.

## Repartiment
- Gregory Peck: Capità Horatio Hornblower
- Virginia Mayo: Lady Barbara Wellesey
- Robert Beatty: Tinent William Bush
- James Robertson Justice: Quist
- Stanley Baker: Mr Harrison
- Christopher Lee: Un capità espanyol
- Michael Goodliffe: Coronel Caillard
- Kynaston Reeves: Almirall Lord Hood